# Francisco Villa, Atlixco
Francisco Villa är en ort i Mexiko.   Den ligger i kommunen Atlixco och delstaten Puebla, i den sydöstra delen av landet, 100 km sydost om huvudstaden Mexico City. Francisco Villa ligger 1 863 meter över havet och antalet invånare är 310.
Terrängen runt Francisco Villa är kuperad åt nordost, men åt sydväst är den platt. Runt Francisco Villa är det ganska tätbefolkat, med 222 invånare per kvadratkilometer. Närmaste större samhälle är Cholula, 19,4 km norr om Francisco Villa. Omgivningarna runt Francisco Villa är en mosaik av jordbruksmark och naturlig växtlighet.